# Байрамов, Дурды Байрамович
Дурды́ Байра́мович Байра́мов (туркм. Durdy Baýramow; 14 апреля 1938, Байрамали — 14 февраля 2014, Ашхабад) — советский и туркменский художник, педагог и фотограф. Действительный член Академии художеств Кыргызской Республики (1998), Народный художник Туркменской ССР (1991), заслуженный деятель искусств Туркменской ССР (1980); обладатель награды Президента Туркменистана — медали «За любовь к Отечеству» («Watana bolan söýgüsi üçin», 2008), лауреат премии Союза художников Туркменистана имени Б. Нурали (2009), премии Ленинского комсомола СССР (1972) и премии Ленинского комсомола Туркменской ССР (1970).
Автор более 5000 произведений живописи, графики, фотографий. Жанры: портреты, пейзажи, натюрморты, тематические композиции.

## Биография
Оставшись в раннем возрасте без родителей, воспитывался в детском доме в городе Кизыл-Арвате.
В 1954 году поступил в Туркменское государственное художественное училище имени Ш. Руставели в Ашхабаде. Его учителя Г. Я. Брусенцов и А. А. Хаджиев сразу разглядели в юноше талант и на протяжении всего обучения поддерживали начинающего художника во всех его стремлениях. Впоследствии с Брусенцовым у Байрамова завязалась крепкая дружба. Дурды считал Брусенцова своим главным наставником, участвовал в организации его персональных выставок и написал три значимых портрета. Байрамов всегда его тепло вспоминал: «Геннадий Брусенцов, мой первый учитель, заменил мне отца».
В 1959 году поступил в Московский государственный академический художественный институт имени В. И. Сурикова (МГАХИ), где учился в мастерской известного советского живописца и народного художника СССР Д. К. Мочальского. Байрамов говорил: «В годы моей учёбы в Москве профессор Дмитрий Мочальский заложил в меня доброе, мудрое, крепкое образование». Дурды стал туркмено-русским художником, освоившим русскую школу живописи, чтобы однажды прославить родную страну. И теперь его работы хранятся в Государственной Третьяковской галерее наряду с работами его учителей — Г. Я. Брусенцова и Д. К. Мочальского.
Окончив МГАХИ, вернулся в родной Ашхабад. Первые работы Байрамова, созданные ещё во время учёбы в училище и институте, привлекли внимание зрителей и специалистов. Вскоре он добился известности как профессиональный художник: был принят в Союз художников СССР в 1965 году, принимал участие в постоянных общенациональных художественных выставках в Ашхабаде и Москве и сам преподавал в некогда оконченном им Туркменском государственном художественном училище.
В 1966 году женился на Дуньягозель (Гозель) Ильясовой, которая стала единственной спутницей его жизни. Байрамов говорил: «Я благодарю свою жену Гозель за то, что она подарила мне четырёх прекрасных дочерей: Бахар, Джемал, Кейик, Сульгун; за то, что она всегда являлась для меня опорой и лучшим другом». Дурды посвятил своей жене серию портретов «Гозель», в которую входит 57 графических работ.
С 1968 года путешествовал по миру. Под влиянием полученных впечатлений у Дурды формировались новые творческие идеи и стили. Байрамов писал: «Всю жизнь я нахожусь под сильнейшим воздействием таких великих мастеров-колористов, как Тициан, Эль Греко, Сурбаран, Рембрандт. Я неизменно продолжаю путешествовать, изучать картины великих мастеров в музеях, учиться у талантливых коллег и совершенствовать своё живописное мастерство». За 55 лет творческой деятельности работы Байрамова экспонировались на более 100 персональных и групповых выставках по всему миру. Его ранние персональные выставки в Германской Демократической Республике, ныне Германии (Берлин, 1981) и Венгрии (Будапешт, 1986) принесли ему известность не только в Советском Союзе, но и в европейских странах.
В 2012 году приехал в Канаду, где создал серию картин под названием «Канадская осень».
Сегодня род Байрамова продолжают его наследники — четыре дочери и семь внуков.

## Художественный стиль
Главным жанром в творчестве Дурды Байрамова стал психологический портрет, соединивший в себе лучшие традиции туркменской национальной школы, уроки мастеров классического реализма и новаторство импрессионистов. Придерживаясь философии, объединившей несколько культур, художник сумел отразить индивидуальность каждого портретируемого. Вершиной портретного мастерства Байрамова стала серия «Люди Культуры», включающая в себя более 150 портретов его современников — представителей туркменской интеллигенции конца ХХ — начала XXI вв. Работа над циклом длилась в течение 40 лет, начиная с 1970-х гг.
Помимо портретов, особого внимания заслуживают его натюрморты и пейзажи, соединяющие национальный колорит туркменской культуры и природных богатств этого края. Так, художник особенно любил писать полевые цветы, в частности маки, которые растут у подножья горного хребта Копетдага, и фрукты — на фоне красочных туркменских ковров и кошм. А картина «Мирная земля» (1969) признана классическим примером туркменской пейзажной живописи. Одновременно с этим в своих творческих поездках художник создал ряд работ, в которых отразил культуру таких стран, как Россия, Нидерланды, Бельгия, Германия, Канада, Индия, Япония, Таиланд, Турция, Мальдивы и ОАЭ.
Байрамов также ярко проявил себя в фотоискусстве. Однако художник никогда не называл себя профессиональным фотографом и не стремился публично выставлять свои снимки. И только после его смерти Художественный фонд им. Дурды Байрамова организовал в Торонто, Канаде, успешную фотовыставку «Глазами Дурды Байрамова: Жизнь в туркменских аулах, 1960—1980 гг.» в рамках CONTACT Photography Festival при поддержке Scotiabank. В мае 2015 года посетители впервые увидели более 80 фотографий художника. К выставке также был выпущен одноимённый каталог фотографий, опубликованный фондом при содействии кафедры истории азиатской культуры Смитсоновского института в Вашингтоне, США.

## Наследие
Байрамов много времени посвятил воспитанию нового поколения художников: преподавал в художественном училище и помогал тем, у кого не хватало средств для приобретения необходимых материалов. Он стал заядлым и страстным сторонником художественного образования для всех, кто стремился посвятить свою жизнь искусству, особенно для молодого поколения.
В 2015 году в Торонто, Канаде, одна из дочерей художника Кейик Байрамова создала некоммерческую общественную культурную организацию Художественный фонд им. Дурды Байрамова с целью сохранения наследия своего отца. Сегодня фонд разрабатывает и реализует ряд образовательных программ в стенах Дома-музея имени Дурды Байрамова: проводит лекции, семинары и культурные мероприятия, а также выделяет гранты молодым талантливым художникам и участвует в организации их выставок. Помимо коллекции работ художника, в Доме-музее находится собранная Байрамовым библиотека. Собрание насчитывает более 6000 книг об искусстве, часть из которых датируются концом XIX — началом XX вв.
В настоящее время работы Байрамова хранятся в частных коллекциях по всему миру, а также в следующих музеях, галереях и культурных организациях:
- Художественный фонд им. Дурды Байрамова, Торонто, Канада
- Музей Дурды Байрамова, Торонто, Канада
- Дрезденская галерея, Дрезден, Германия
- Музей изобразительных искусств, Ашхабад, Туркменистан
- Музей изобразительных искусств, Мары, Туркменистан
- Музей изобразительных искусств, Туркменабат, Туркменистан
- Музей изобразительных искусств, Балканабат, Туркменистан
- Государственная Третьяковская галерея, Москва, Россия
- Государственный музей Востока, Москва, Россия
- Музей изобразительных искусств Республики Карелия, Петрозаводск, Россия
- Музей изобразительных искусств, Комсомольск-на-Амуре, Россия
- Приморская государственная картинная галерея, Владивосток, Россия
- Тюменский областной музей изобразительных искусств, Тюмень, Россия
- Музей Национальной академии художеств имени Тургунбая Садыкова, Бишкек, Кыргызстан
- Государственный музей искусств Узбекистана, Ташкент, Узбекистан
- Киевский национальный музей русского искусства, Киев, Украина
- Луганский областной художественный музей, Луганск, Украина
- Музей изобразительных искусств, Кмитов, Украина

## Персональные выставки
- 2016 Дурды Байрамов, Ашхабад, Туркменистан. Туркменский государственный институт транспорта и связи, при поддержке Министерства культуры, Министерства образования и музеев Ашхабада (в рамках Года почитания наследия, преобразования Отчизны)[16].
- 2016 Дурды Байрамов, Вашингтон, США. Посольство Туркменистана в Вашингтоне, США (выставка, приуроченная ко Дню независимости и Дню государственного флага Туркменистана)
- 2015 Дурды Байрамов, Вашингтон, США. Всемирный банк, при поддержке Посольства Туркменистана в Вашингтоне, США (выставка, посвящённая Дню независимости Туркменистана и 20-летию его нейтралитета)[17][18].
- 2015 Дурды Байрамов, Торонто, Канада. Живопись, фотографии. «Глазами Дурды Байрамова: жизнь в туркменских аулах, 1960-80 гг.» (первая в мире выставка фоторабот Дурды Байрамова)
- 2014 Дурды Байрамов, Торонто, Канада. Живопись, графика. «Моя жизнь принадлежит искусству, а искусство принадлежит народу»[19].
- 2013 Дурды Байрамов, Ашхабад, Туркменистан (выставка, посвящённая 75-летнему юбилею Дурды Байрамова)
- 2008 Дурды Байрамов, Ашхабад, Туркменистан (выставка, приуроченная к 70-летию Дурды Байрамова)
- 2003 Дурды Байрамов, Ашхабад, Туркменистан
- 2000 Дурды Байрамов, Национальный Музей Русского Искусства, Киев, Украина
- 1998 Дурды Байрамов, Ашхабад, Туркменистан
- 1986 Дурды Байрамов, Будапешт, Венгрия
- 1986 Дурды Байрамов, Ашхабад, Туркменская ССР. «Ашхабад — Куня Ургенч — Ашхабад»
- 1986 Дурды Байрамов, Ашхабад, Туркменская ССР
- 1984 Дурды Байрамов, Ульяновск, Россия
- 1981 Дурды Байрамов, Берлин, ГДР
- 1980 Дурды Байрамов, Москва, Россия
- 1978 Дурды Байрамов, Ашхабад, Туркменская ССР
- 1975 Дурды Байрамов, Киев, Украинская ССР
- 1971 Дурды Байрамов, Галле, ГДР
- 1970 Дурды Байрамов, Ашхабад, Туркменская ССР. «По Индии»

## Список наград
- 2009 Диплом Лауреата премии Союза художников Туркменистана имени Б. Нурали.
- 2008 Медаль Президента Туркменистана «За любовь к Отечеству».
- 1998 Избран Действительным Членом Академии Художеств Кыргызстана.
- 1991 Присвоено почётное звание «Народный Художник Туркменистана».
- 1984 Вторая премия и Диплом Лауреата конкурса, посвящённого шестидесятилетию образования Туркменской ССР и Коммунистической партии Туркменистана (КПТ).
- 1980 Присвоено почётное звание «Заслуженный Деятель Искусств Туркменской ССР».
- 1978—1979 Вторая Премия и Диплом Лауреата Конкурса произведений художников Туркменской ССР.
- 1975 Третья Премия и Диплом Лауреата Всесоюзного конкурса «Женский Портрет», Москва, СССР.
- 1974 Золотая Медаль ВДНХ, Москва, СССР.
- 1974 Почётная грамота Верховного Совета и Совета Министров Туркменской ССР.
- 1974 Вторая Премия и Диплом Лауреата Конкурса произведений художников, посвящённого пятидесятилетию образования Туркменской ССР.
- 1972 Присуждено звание Лауреата премии Ленинского комсомола.
- 1972 Вторая Премия и Диплом Лауреата Конкурса произведений молодых художников СССР.
- 1970 Присуждена премия Ленинского Комсомола Туркменской ССР.
- 1965 Награждён Почётной Грамотой Верховного Совета Туркменской ССР.